# Штефеняка
Штефеняка (рум. Ștefăneaca) — село у повіті Муреш в Румунії. Входить до складу комуни Зау-де-Кимпіє.
Село розташоване на відстані 286 км на північний захід від Бухареста, 35 км на захід від Тиргу-Муреша, 43 км на південний схід від Клуж-Напоки.

## Населення
За даними перепису населення 2002 року у селі проживала 31 особа, з них 30 осіб (96,8%) румунів. Рідною мовою 30 осіб (96,8%) назвали румунську.